# ویگن شیرینیان
ویگن میرزاجانی شیرینیان (ارمنی: Վիգեն Միրզաջանի Շիրինյան؛ زادهٔ ۵ فوریهٔ ۱۹۴۷ - ۱۹ ژانویهٔ ۱۹۹۲) یک جنگجوی آزادی، سیاستمدار اهل ارمنستان بود که از تاریخ ۱۹۹۰ تا تاریخ ۱۹۹۲ سمت نمایندگی دوره اول شورای عالی جمهوری ارمنستان را برعهده داشت.

## زندگی‌نامه
در ۵ فوریهٔ ۱۹۴۷ در چلدران به دنیا آمد و از دانشگاه ملی پلی‌تکنیک ارمنستان (۱۹۶۹) فارغ‌التحصیل شد. وی همچنین برنده نشان عقاب طلایی جمهوری آرتساخ، قهرمان آرتساخ و نشان افتخار مسروپ ماشتوتس مقدس شده است. وی در ۱۹ ژانویهٔ ۱۹۹۲ در سن ۴۴ سالگی در استپاناکرت درگذشت